# Юлия Хартвиг
Юлия Хартвиг (на полски: Julia Hartwig) е видна полска преводачка, литературна критичка, писателка и поетеса, една от най-значимите фигури на полската поезия на ХХ век.

## Биография и творчество
Юлия Хартвиг е родена на 14 август 1921 г. в Люблин, Полша. Тя е най-малкото от петте деца на Мария и Лудвиг Хартвиг, които отиват в Полша през 1918 г. след избухването на болшевишката революция в Русия, където баща ѝ има фотографски салон в Москва. Майка ѝ е рускиня от староверско семейство и се самоубива, когато Юлия е деветгодишна. През 1936 г. е публикувано първото ѝ стихотворение в училищния вестник. Завършва гимназия през 1939 г. По време на Втората световна война е куриер на Армия Крайова и е участник в нелегалния културен живот. Следва полска и френска литература във Варшавския университет (включително в Тайния университет в периода 1942 – 1945 г.) и продължава обучението си в Католическия университет в Люблин.
Прави литературния си дебют през 1944 г. с публикуване на първите си стихотворения в списание „Възраждане“. В периода 1947 – 1950 г. живее в Париж. През 1954 г. публикува сборника със статии „От близките места“. През 1954 г. се омъжва за поета, преводач и критик Артур Менджижецки, с когото работи заедно за някои произведения и праводи. През 1945 г. става член на Съюза на полските писатели, а през 1956 г. член на полския ПЕН клуб.
Първата ѝ стихосбирка „Сбогувания“ е издадена 1956 г. В периода 1970 – 1974 г. живее в Съединените щати, където участва в Международната програма за писане в Университета на Айова и също така преподава в няколко университета. След това се завръща във Варшава. С падането на комунизма в Полша през 1989 г. тя става водеща личност на възродената Полска писателска асоциация, а през 1990 г. е активен член на избирателната кампания на Тадеуш Мазовецки.
Прави преводи на френска поезия от Гийом Аполинер, Блез Сандрар, Макс Жакоб, Анри Мишо, Елза Триоле, Луи Арагон, Теофил Готие, Жан Марсенак, Дени Дидро, Жан льо Рон д'Аламбер, Клод Роа, Жул Сюпервиел, Макс Жакоб и Пиер Рьоверди, пише книги за Аполинер и Жерар дьо Нервал и прави преводи на американски поети като Робърт Блай, Алън Гинсбърг, Силвия Плат, Уилям Карлос Уилямс и Мариан Мур. Поезията на Юлия Хартвиг е превеждана на английски, френски, италиански, руски, литовски, сръбски, гръцки и немски.
За творчеството си е удостоена с наградата „Юржиковски“ за превод на полски произведения на английски език, наградата „Торнтън Уайлдър“ от Центъра за преводи на Колумбийския университет и наградата за поезия „Георг Тракъл“. През ноември 2009 г. получава наградата „Ян Парандовски“ на полския ПЕН клуб. На 15 октомври 2009 г. е обявена за почетен гражданин от Градския съвет на град Люблин за заслуги в областта на поезията и популяризирането на града. През 2014 г. получава наградата „Вислава Шимборска“ за стихосбирката си „Спасени“.
Юлия Хартвиг умира на 14 юли 2017 г. в Гулдсборо, Пенсилвания. Погребана е в гробището „Повонзки“ във Варшава до съпруга си.

## Произведения

### Поезия
- Pożegnania (1956)[1]
- Wolne ręce (1969)
- Dwoistość (1971)
- Czuwanie (1978)
- Chwila postoju (1980) – поетични миниатюри
- Wybór wierszy (1981)
- Poezje wybrane (1983)
- Obcowanie (1987)[2]
- Czułość (1992)
- Nim opatrzy się zieleń (1995)
- Lżejszym głosem: wiersze z różnych lat (1998)
- Zobaczone (1999)
- Przemija postać świata (1999)
- Zawsze od nowa: 100 wierszy (1999)
- Nie ma odpowiedzi (2001)
- Pięć wierszy (2002)
- Wiersze amerykańskie (2002)
- Błyski (2002)
- Mówiąc nie tylko do siebie. Poematy prozą (2003)
- Bez pożegnania (2004)
- W objęciach świata (2004)
- Zwierzenia i błyski (2004)
- Jasne niejasne (2009)
- Wiersze wybrane (2010)
- Gorzkie żale (2011)
- Powroty (2011)
- Zapisane (2013) – награда „Вислава Шимборска“
- Spojrzenie (2016)

### Самостоятелни романи
- Wielki pościg (1969) – с Артур Менджижецки, роман за юноши

### Детска литература
- Jaś i Małgosia (1961) – с Артур Менджижецки
- Pierwsze przygody Poziomki (1961) – с Артур Менджижецки
- Tomcio Paluch (1962) – с Артур Менджижецки
- Pan Nobo. Dalsze przygody Poziomki (1964) – с Артур Менджижецки
- Zguba Michałka (1969)

### Документалистика
- Z niedalekich podróży (1954) – репортажи[5]
- Apollinaire (1962)[2]
- Gérard de Nerval (1972)
- Dziennik amerykański (1980)
- Jak długo trwać będą dawne imiona (1996)
- Zawsze powroty – dzienniki podróży (2001)
- Pisane przy oknie (2004) – фейлетони
- Wybrańcy losu (2006) – мемоарни есета
- Podziękowanie za gościnę (2006)
- To wróci (2007)
- Trzecie błyski (2008)